# Xadrez na Alemanha

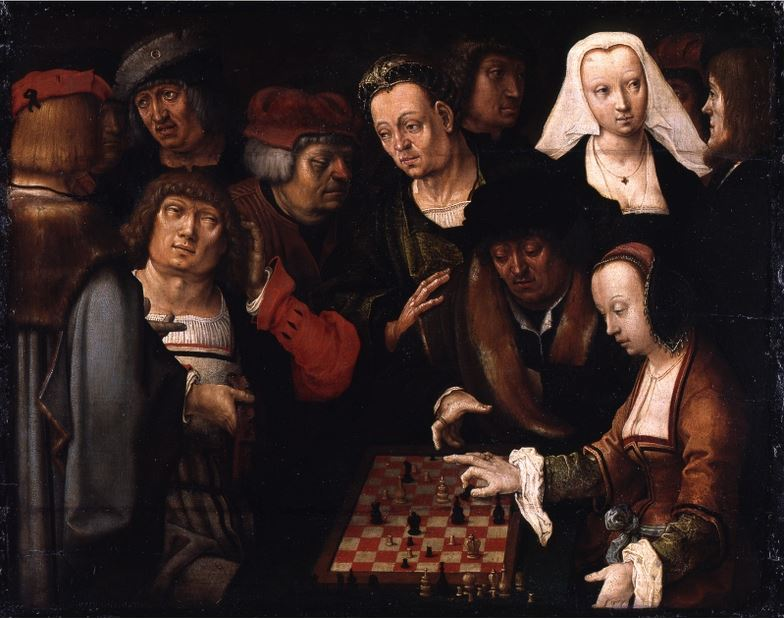
A Game of Chess (c. 1509), Óleo em madeira de Lucas van Leyden.

O Xadrez na Alemanha refere-se à contribuição do Império Alemão e posteriormente da Alemanha na história do xadrez, desde sua assimilação no século XII até a atualidade. Os alemães receberam o xadrez a partir da França e Itália, embora as regras do jogo ainda fossem idênticas ao do Xatranje árabe.
No final do século XV, com a introdução dos movimentos ampliados da Dama e Bispo, foi renovado o interesse europeu pelo jogo surgindo uma nova literatura a respeito. Inicialmente os alemães eram dependentes da escassa literatura estrangeira, porém com os melhores jogadores do século XVII visitando os principais centros europeus, em pouco tempo o país começou a publicar trabalhos próprios.
Em 1851, o inglês Howard Staunton organizou o primeiro torneio internacional de xadrez que foi vencido por Adolf Anderssen, principal jogador de xadrez da Alemanha. Outros jogadores como Paul Rudolf von Bilguer, autor do livro Handbuch des Schachspiels, Ludwig Bledow, Wilhelm Hanstein, Bernhard Horwitz, Tassilo von Heydebrand und der Lasa, Carl Mayet e Carl Schorn também se destacavam o que incluiu o país no cenário do xadrez Europeu.
Com a fundação da Federação Alemã de Xadrez em 1877, vários torneios internacionais foram realizados no país e surgiu uma nova geração de grandes jogadores, como Emanuel Lasker, Siegbert Tarrasch, Richard Teichmann e Jacques Mieses. Este desenvolvimento alemão no jogo foi interrompido pela Grande Guerra e pouco depois pela Segunda Guerra Mundial. Após os confrontos, o país não conseguiu se destacar no cenário do xadrez como antes, apesar de manter boa participação em eventos internacionais.

## Panorama histórico
O xadrez foi introduzido na região da atual Alemanha por volta do século XIII, quando a região fazia parte do Sacro Império Romano Germânico, embora seja possível que tenha sido recebido antes através das cruzadas no século XI. A região passou por uma série de modificações políticas e sociais na idade média e a contribuição alemã na história do xadrez neste período foi pequena resumindo-se a poucas literaturas e obras de arte citando o jogo. A partir do século XVII, após a formação do Reino da Prússia, a região passou por conflitos externos e internos como as Guerras Napoleônicas e as guerras de unificação. Após este período, surgiram as primeiras competições internacionais e enxadristas alemães começaram a se destacar na Europa num domínio que durou até a Primeira Guerra Mundial. Após o conflito, a então consolidada República de Weimar pouco produziu no âmbito do xadrez e o início da Segunda Guerra Mundial estagnou a história do jogo que teve os principais torneios interrompidos.

## Literatura

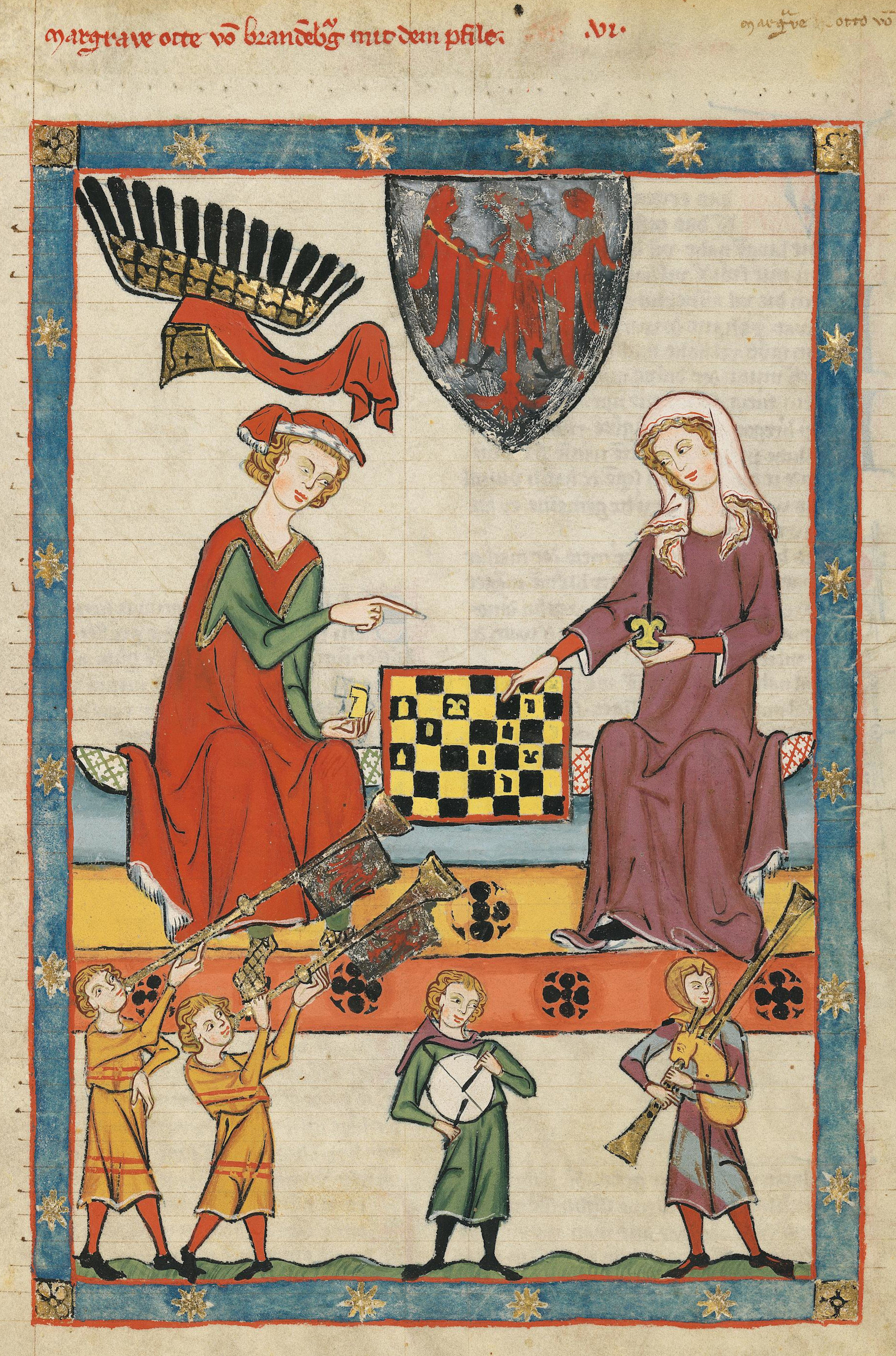
Otão IV, jogando xadrez com uma dama (c.1320)

Embora os artefatos arqueológicos alemães não sejam tão abundantes quanto da arqueologia espanhola e italiana, existindo somente quatro peças (três bispos e um rei) datadas do século XIV, é possível estimar a introdução do jogo na região por volta do século XIII através do Codex Manesse. O codex é um manuscrito medieval compilado por encargo da família Manesse que traz uma ilustração de Otão IV de Brandemburgo-Stendal jogando xadrez com uma mulher. Ele segura em sua mão um Cavalo, e ela um Bispo ou um antecessor, que parecem ter sido capturados do tabuleiro.
Deste mesmo período, existem duas outras literaturas mencionando o Xadrez Courier, uma conhecida variante do xadrez. O poema Wingalois de Wirnt von Gravenberg aborda o jogo como se fosse conhecido pelo leitor enquanto o poema Schachbuch de Heinrich von Beringen menciona o jogo como uma versão melhorada do xadrez medieval.
O texto de Carmina Burana é a primeira evidência das regras do xadrez praticadas na Alemanha deste período, contido no manuscrito Codex Latinus Monacensis. Os versos resumem as posições e os movimentos de algumas peças como a Torre, o Cavalo e o Bispo. Embora o movimento da Rainha não seja descrito, o texto afirma que quando a peça é capturada a partida está virtualmente perdida o que contradiz o valor relativo da peça para a época. Os poemas, que eram acompanhados por partituras foram musicados pelo compositor Carl Orff no início do século XX.
O Poema Cracóvia (1422) e o texto Schachzabel (c. 1520)  têm as regras de como o jogo era praticado e mostra que havia incerteza de como eram na época, esforçando-se para fornecer o código correto. As principais diferenças em relação às regras árabes são a existência do pulo do Rei, conforme já existia nas regras italianas, mas não permitindo que fosse combinado com outras peças. O texto Schachzabel difere neste ponto do poema, onde é permitido o movimento combinado do Rei e Dama e um dos peões para abrir espaço ao Rei. Entretanto, nenhum destes movimentos permite a captura de peças adversárias. O avanço do peão por duas casas é permitido a todos os peões até uma peça ser capturada, quando passa a ser restrito somente aos peões das torres, Rei e Dama.

### O começo das novas regras
Por volta do final do século XV, os novos movimentos da Dama e do Bispo foram consolidados na Espanha, surgindo assim uma nova literatura sobre o jogo. O então Sacro Império Romano-Germânico dependia da literatura estrangeira a respeito das novas possibilidades do jogo, o que foi suprido ao longo do tempo pelos primeiros mestres de xadrez que excursionavam pela Europa ocasionalmente vendendo manuscritos contendo análises de aberturas.
A primeira evidência das novas regras está contida no Cartel des Schach-Spiels am Kaiserlichen Hofe (1577)  que ampliam o avanço duplo a todos os peões independente de alguma peça ser capturada, e introduzem o roque desde que o Rei não tenha sofrido o xeque. Não há restrição a quantidade de Damas por promoção de peões, e o Rei solitário e o afogamento contam como empates. A literatura posterior Schachzabel de Lucas Wielius (1606), descreve algumas regras diferentes como a restrição no avanço dos peões conforme regras antigas, e a restrição da  promoção do peão a uma a Dama somente quando a original tiver sido capturada. Não existe menção ao Roque, e o Rei solitário e afogamento contam como vitória desde que o vencedor tenha força suficiente para aplicar o xeque-mate. Outro importante trabalho do período foi Das Schach-oder Konig-Spiel (1616) de Augusto, Duque de Brunswick. A obra é uma tradução de um trabalho italiano, mas foram feitas várias adições que tornaram o livro de valor histórico. As regras seguem o trabalho original, mas muitas das notas explicam a diferença entre as regras praticadas na Alemanha.

## Ströbeck

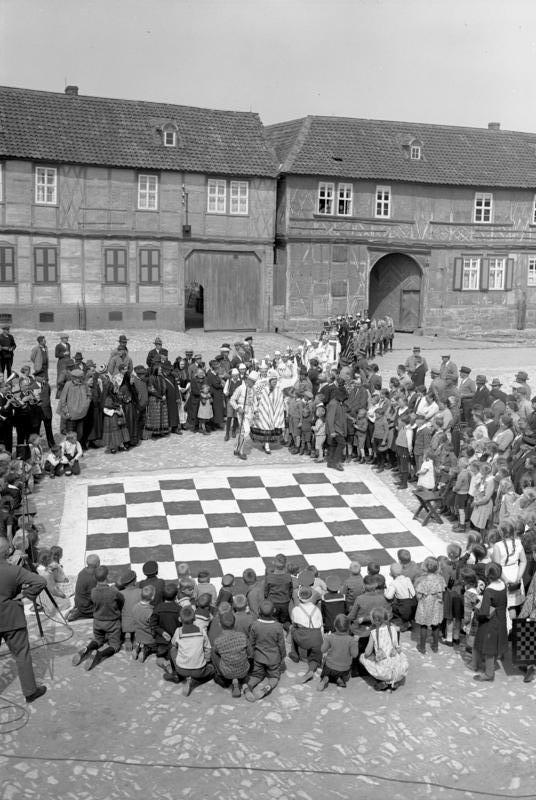
Partida de xadrez ao vivo, em Ströbeck, 1932.

A cidade de Ströbeck, conhecida como a cidade do xadrez, pleiteia que o jogo tenha sido introduzido na cidade, e por conseguinte no território alemão em 1011. Segundo uma lenda,  Henrique II da Alemanha entregou o conde de Gungelin como prisioneiro para os cuidados do Bispo de Ströbeck. O conde era um ávido jogador e ensinou o jogo aos guardas que disseminaram as regras o jogo pela população. Outra história mais credível indica que o jogo foi introduzido no final do século XV por um clérigo de Halberstadt que fundou na cidade uma escola dedicada ao ensino do xadrez. O primeiro registro histórico entretanto é no Das Schach-oder Konig-Spiel do século XVII que relata que os habitantes da cidade jogavam três variantes do xadrez, o xadrez Courier, xadrez antigo, e xadrez Welsch (i. e., estrangeiro, normalmente italiano).
A cidade possuía regras diferentes do restante do país, como por exemplo as restrições de avanço do peão e promoção, que devia voltar três casas para trás pulando antes de ser promovido, ou seja, um peão promovido em a8 deveria pular para a6 e a4 sendo promovido em a2. As aberturas das partidas se assemelhava com os sistemas árabes. A cidade ainda possui um tabuleiro dado por Frederico I da Prússia que visitou o local em 1651, embora as peças tenham se perdido. Na década de 1940, foi realizado um filme sobre as exibições de xadrez ao vivo praticadas, entretanto posteriormente houve uma queda drástica do interesse pelo jogo, nem sempre sendo possível encontrar habitantes que soubessem as regras para participar.

## Século XIX
No início do século XIX, a Alemanha começou a ter um papel mais relevante na história do xadrez. Por volta de 1830 foi fundado o Berliner Schachgesellschaft que reuniu Ludwig Erdmann Bledow a outros seis jogadores entusiastas do xadrez que formaram um grupo conhecido posteriormente como Plêiades de Berlim. O grupo tinha o objetivo de criar uma revista de xadrez semelhante à francesa Palamede fundada por Louis Charles de la Bourdonnais e um livro texto sobre o jogo. Apesar da associação ter durado somente dois anos, foi tempo o suficiente para cumprir seus objetivos. A Schachzeitung foi lançada em 1846, um pouco antes da morte do fundador do grupo.
Em 1843 foi publicado o Handbuch des Schachspiels de Paul Rudolf von Bilguer, possivelmente o mais influente livro de xadrez por um período de 90 anos. Bilguer faleceu antes da primeira edição e teve seu trabalho concluído por Tassilo von Heydebrand und der Lasa que manteve o nome de Bilguer nas edições seguintes. O livro teve oito edições tendo editores como Schelechter e Schallopp entre outros colaboradores. Lasa, publicou também o livro Zur Geschichte und Literatur des Schachspiels que aborda a história do jogo a partir da idade média, considerado uma versão clara do desenvolvimento do jogo.
Em 1851, foi realizado em Londres o primeiro torneio internacional, vencido por Adolf Anderssen. Esta conquista passou a supremacia do xadrez para a Alemanha. Anderssen esteve entre os premiados das principais competições por quase 30 anos, tendo vencido outros importantes torneios como Londres (1862), Baden-Baden (1870). Louis Paulsen, contemporâneo de Anderssen, e seus pupilos Philipp Hirschfeld e Johannes Minckwitz deram início a uma período de fortes jogadores alemães que continuou com Emanuel Lasker (campeão mundial de 1894 a 1921), Siegbert Tarrasch, Jacques Mieses e Richard Teichmann. A fundação da Federação Alemã de Xadrez em 1877, permitiu a organização de uma série de torneios internacionais praticamente a cada ano. No total, foram realizadas dezenove competições internacionais até 1914, início da Primeira Guerra Mundial.

## Atualidade

Selo postal em comemoração ao centenário do nascimento de Emanuel Lasker (1869).

Após a Primeira Guerra Mundial, os principais jogadores alemães não se destacaram como anteriormente e os eventos em território alemão foram realizados por patrocinadores privados e não mais pela federação alemã. As principais competições foram o Torneio de xadrez de Baden-Baden de 1925, a Olimpíadas de xadrez em Hamburgo (1930) e a Olimpíada de xadrez de 1936, esta última um evento não-oficial da FIDE que foi organizada pela Alemanha Nazi junto aos Jogos Olímpicos de Verão de 1936.
Os nazistas pouco acrescentaram ao xadrez e tentaram empregá-lo como forma de propaganda ideológica da supremacia ariana. Alexander Alekhine, na época campeão mundial, apoiou esta iniciativa e escreveu uma série de artigos antissemitas destacando-se "O xadrez ariano e o xadrez judeu" no qual atacava os ex-campeões mundiais, que eram judeus, e seus estilos de jogar.
Durante a guerra, foram realizados seis eventos internacionais destacando-se Salzburgo (1942), o último campeonato vencido por Alekhine. Após a guerra, o primeiro torneio internacional foi em 1949 seguido do primeiro evento FIDE em 1951, organizado pela nova Federação Alemã de Xadrez.
O país tem boa participação nas Olimpíadas tendo vencido a edição de Buenos Aires (1939), alcançado o segundo lugar em Istambul (2000) e ficado em terceiro nas edições de Hamburgo (1930), Dubrovnik (1950) e Tel-Aviv (1964).  Com a equipe da Alemanha Oriental, o melhor resultado foi o sexto lugar em 1958. No feminino, as melhores participações foram quatro terceiros lugares sendo um na edição de Buenos Aires (1978) com a equipe da Alemanha Ocidental e Emmen (1957), Split (1963) e Oberhausen (1966) com a equipe oriental. O país sediou a edição feminina de 1966 em Oberhausen e as edições masculinas de 1930, 1958, 1960, 1970 e 2008 nas cidades de Hamburgo, Munique, Leipzig e Dresden, respectivamente. No geral, a equipe masculina conquistou oito medalhas de ouro, cinco de prata e onze de bronze e a feminina três de prata e três de bronze.